# Championnats d'Allemagne de triathlon longue distance
Les championnats d'Allemagne de triathlon longue distance ont lieu tous les ans sur deux catégories de distances différentes.

## Palmarès du championnat d'Allemagne longue distance élite
| Année | Lieu                                                    | Cat.                                                    | Hommes                                                  | Femmes                                                  | Lieu                                                    | Cat.                                                    | Hommes                                                  | Femmes                                                  |               |  |  |  |  |
| ----- | ------------------------------------------------------- | ------------------------------------------------------- | ------------------------------------------------------- | ------------------------------------------------------- | ------------------------------------------------------- | ------------------------------------------------------- | ------------------------------------------------------- | ------------------------------------------------------- | ------------- |  |  |  |  |
| Année | Lieu                                                    | Cat.                                                    | 1984                                                    | Immenstadt                                              | Lieu                                                    | Cat.                                                    | MD                                                      | Hanni Zehendner                                         | Klaus Klaeren |  |  |  |  |
| 1985  | Lac de Schluch                                          | MD                                                      | Gerhard Wachter                                         | Alexandra Kremer                                        |                                                         |                                                         |                                                         |                                                         |               |  |  |  |  |
| 1986  | Roth                                                    | MD                                                      | Dirk Aschmoneit                                         | Alexandra Kremer                                        |                                                         |                                                         |                                                         |                                                         |               |  |  |  |  |
| 1988  | Ettlingen                                               | MD                                                      | Jörg Ullmann                                            | Simone Mortier                                          |                                                         |                                                         |                                                         |                                                         |               |  |  |  |  |
| 1989  |                                                         | MD                                                      | Jürgen Zäck                                             | Simone Mortier                                          |                                                         |                                                         |                                                         |                                                         |               |  |  |  |  |
| 1990  | Kulmbach                                                | MD                                                      | Jürgen Zäck                                             | Simone Mortier                                          |                                                         |                                                         |                                                         |                                                         |               |  |  |  |  |
| 1991  |                                                         | MD                                                      | Olaf Rennicke                                           | Carina Henning                                          |                                                         |                                                         |                                                         |                                                         |               |  |  |  |  |
| 1992  | Immenstadt                                              | MD                                                      | Jürgen Zäck                                             | Katjana Quest-Altrogge                                  |                                                         |                                                         |                                                         |                                                         |               |  |  |  |  |
| 1993  | Waldeck                                                 | MD                                                      | Thomas Hellriegel                                       | Susi Habinger                                           |                                                         |                                                         |                                                         |                                                         |               |  |  |  |  |
| 1994  |                                                         |                                                         |                                                         |                                                         | Jümme                                                   | LD                                                      | Dirk Schneider                                          | Ines Estedt                                             |               |  |  |  |  |
| 1995  |                                                         |                                                         |                                                         |                                                         |                                                         | LD                                                      | Jürgen Hauber                                           | Ines Estedt                                             |               |  |  |  |  |
| 1996  |                                                         |                                                         |                                                         |                                                         | Kulmbach                                                | LD                                                      | Siegfried Ferstl                                        | Beate Kleindienst                                       |               |  |  |  |  |
| 1997  |                                                         |                                                         |                                                         |                                                         | Kulmbach                                                | LD                                                      | Siegfried Ferstl                                        | Sabine Heinrich                                         |               |  |  |  |  |
| 1998  |                                                         |                                                         |                                                         |                                                         | Kulmbach                                                | LD                                                      | Markus Dippold                                          | Sabine Heinrich                                         |               |  |  |  |  |
| 1999  |                                                         |                                                         |                                                         |                                                         | Kulmbach                                                | LD                                                      | Siegfried Ferstl                                        | Sabine Heinrich                                         |               |  |  |  |  |
| 2000  | Immenstadt                                              | MD                                                      | Michael Brucker                                         | Katrin Friedrich                                        | Kulmbach                                                | LD                                                      | Faris Al-Sultan                                         | Sabine Heinrich                                         |               |  |  |  |  |
| 2001  | Immenstadt                                              | MD                                                      | Michael Brucker                                         | Ute Schäfer                                             | Kulmbach                                                | LD                                                      | Siegfried Ferstl                                        | Ute Schäfer                                             |               |  |  |  |  |
| 2002  | Immenstadt                                              | MD                                                      | Faris Al-Sultan                                         | Ines Estedt                                             | Kulmbach                                                | LD                                                      | Martin Wintersteiner                                    | Heike Funk                                              |               |  |  |  |  |
| 2003  | Kulmbach                                                | MD                                                      | Normann Stadler                                         | Nina Kraft                                              | Roth                                                    | LD                                                      | Lothar Leder                                            | Nicole Leder                                            |               |  |  |  |  |
| 2004  | Kulmbach                                                | MD                                                      | Stefan Holzner                                          | Andrea Brede                                            | Roth                                                    | LD                                                      | Faris Al-Sultan                                         | Nicole Leder                                            |               |  |  |  |  |
| 2005  | Kulmbach                                                | MD                                                      | Michael Hofmann                                         | Katja Schumacher                                        | Roth                                                    | LD                                                      | Alexander Taubert                                       | Nicole Leder                                            |               |  |  |  |  |
| 2006  | Kulmbach                                                | MD                                                      | Enrico Knobloch                                         | Nina Kraft                                              | Roth                                                    | LD                                                      | Faris Al-Sultan                                         | Wenke Kujala                                            |               |  |  |  |  |
| 2007  | Immenstadt                                              | MD                                                      | Andreas Böcherer                                        | Ina Reinders                                            | Roth                                                    | LD                                                      | Thomas Hellriegel                                       | Christine Waitz                                         |               |  |  |  |  |
| 2008  | Kulmbach                                                | MD                                                      | Timo Bracht                                             | Katja Schumacher                                        | Roth                                                    | LD                                                      | Thomas Hellriegel                                       | Dagmar Matthes                                          |               |  |  |  |  |
| 2009  | Immenstadt                                              | MD                                                      | Stefan Schmid                                           | Ina Reinders                                            | Roth                                                    | LD                                                      | Michael Göhner                                          | Katja Rabe                                              |               |  |  |  |  |
| 2010  | Kulmbach                                                | L                                                       | Markus Fachbach                                         | Diana Riesler                                           | Roth                                                    | XXL                                                     | Sebastian Kienle                                        | Dagmar Matthes                                          |               |  |  |  |  |
| 2011  | Kulmbach                                                | L                                                       | Stefan Schmid                                           | Dana Wagner                                             | Cologne                                                 | L                                                       | Georg Potrebitsch                                       | Diana Riesler                                           |               |  |  |  |  |
| 2012  | Immenstadt                                              | L                                                       | Boris Stein                                             | Eva Boehrer                                             |                                                         |                                                         |                                                         |                                                         |               |  |  |  |  |
| 2013  | Kraichgau                                               | half                                                    | Boris Stein                                             | Julia Gajer                                             | Roth                                                    | XXL                                                     | Timo Bracht                                             | Julia Gajer                                             |               |  |  |  |  |
| 2014  | Kraichgau                                               | half                                                    | Sebastian Kienle                                        | Julia Gajer                                             | Roth                                                    | XXL                                                     | Timo Bracht                                             | Julia Gajer                                             |               |  |  |  |  |
| 2015  | Kraichgau                                               | half                                                    | Sebastian Kienle                                        | Julia Gajer                                             | Roth                                                    | XXL                                                     | Nils Frommhold                                          | Anja Beranek                                            |               |  |  |  |  |
| 2016  | Heilbronn                                               | half                                                    | Andreas Böcherer                                        | Laura Philipp                                           | Francfort                                               | XXL                                                     | Sebastian Kienle                                        | Katja Konschak                                          |               |  |  |  |  |
| 2017  | Immenstadt                                              | half                                                    | Jan Frodeno                                             | Lena Berlinger                                          | Ratisbonne                                              | XXL                                                     | Jan Raphael                                             | Nina Kuhn                                               |               |  |  |  |  |
| 2018  | Ingolstadt                                              | half                                                    | Frederic Funk                                           | Luisa Moroff                                            | Hambourg                                                | XXL                                                     | Franz Löschke                                           | Katharina Grohmann                                      |               |  |  |  |  |
| 2019  | Heilbronn                                               | half                                                    | Sebastian Kienle                                        | Daniela Bleymehl                                        | Hambourg                                                | XXL                                                     | Paul Schuster                                           | Julia Gajer                                             |               |  |  |  |  |
| 2020  | Championnats annulés pour cause de pandémie de Covid-19 | Championnats annulés pour cause de pandémie de Covid-19 | Championnats annulés pour cause de pandémie de Covid-19 | Championnats annulés pour cause de pandémie de Covid-19 | Championnats annulés pour cause de pandémie de Covid-19 | Championnats annulés pour cause de pandémie de Covid-19 | Championnats annulés pour cause de pandémie de Covid-19 | Championnats annulés pour cause de pandémie de Covid-19 |               |  |  |  |  |
| 2021  | Heilbronn                                               | half                                                    | Arne Leiss                                              | Laura Jansen                                            | Roth                                                    | XXL                                                     | Patrick Lange                                           | Anne Haug                                               |               |  |  |  |  |
| 2022  | Ingolstadt                                              | half                                                    | Wilhelm Hirsch                                          | Lena Götzenberger                                       | Glucksbourg                                             | XXL                                                     | Simon Huckestein                                        | Maja Betz                                               |               |  |  |  |  |
| 2023  | Düren                                                   | half                                                    | Steven Orlowski                                         | Katharina Grohmann                                      | Glucksbourg                                             | XXL                                                     | Timo Schaffeld                                          | Maja Betz                                               |               |  |  |  |  |
| 2024  | Heilbronn                                               | half                                                    | Finn Große-Freese                                       | Jenny Jendryschik                                       | Lohsa                                                   | XXL                                                     | Michael Wegricht                                        | Jana Grimm                                              |               |  |  |  |  |